# Göllingen
Göllingen este o comună din landul Turingia, Germania.